# 朱彌鋿
衛輝恭懿王朱彌鋿（1473年—1547年），明朝唐藩第一代衛輝王，唐莊王朱芝址的庶第五子。

## 生平
成化十五年（1479年）四月，獲賜名彌鋿。成化二十一年（1485年）八月，封衛輝王。成化二十二年（1486年）十二月，獲歲祿二千石，米、鈔各支一半。
嘉靖二十六年（1547年），朱彌鋿去世，享年七十五歲，諡號恭懿。三年後，嫡第四子衛輝長子朱宇漳襲爵。

## 家庭

### 妻
- 郭氏（1474年－1540年），南城兵馬副指揮郭亮次女，弘治三年（1490年）選配衛輝王，弘治十年（1497年）冊為衛輝王妃。

### 子
- 嫡第一子：衛輝長子朱宇𣵷
  - 孫：朱宙杶，夭折
- 嫡第二子：朱宇𣽡，夭折
- 庶第三子：夭折
- 嫡第四子：鎮國將軍→衛輝長子→衛輝端順王朱宇漳
- 庶第五子：夭折
- 庶第六子：朱宇淮，夭折

### 女
- 嫡第一女：寧國縣主，儀賓劉同
- 嫡第二女：仙居縣主，儀賓董經
- 嫡第三女：夭折
- 嫡第四女：夭折
- 嫡第五女：文安縣主，儀賓葉鵾
- 嫡第六女：夭折
- 庶第七女：永清縣主，儀賓張書
- 庶第八女：夭折[8]